# Neolarra linsleyi
Neolarra linsleyi är en biart som beskrevs av Michener 1939. Neolarra linsleyi ingår i släktet Neolarra och familjen långtungebin. Inga underarter finns listade i Catalogue of Life.